# Xiengkhor
Xiengkhor es un distrito de la provincia de Houaphan, Laos. A 1 de marzo de 2015 tenía una población censada de 25 715 habitantes.
Se encuentra ubicado al noreste del país, cerca de la orilla del río Nam Sam —el principal afluente del río Ma— y de la frontera con Vietnam.